# Thomas Turgoose
Thomas Turgoose (Grimsby, 11 febbraio 1992) è un attore britannico.

## Biografia
Thomas nasce nel 1992 a Grimsby, una località del North East Lincolnshire (Inghilterra). È l'ultimo di quattro figli, Jamie, Matthew e Karl. Ha frequentato la Wintrigham School, situata nell'omonima città. Esordisce nel 2006 nel film This Is England nei panni del protagonista Shaun, un ragazzo skinhead alle prese con una vita complicata. Grazie a questo ruolo vince il premio "Miglior esordiente" (Most Promising Newcomer) all'edizione 2006 dei British Independent Film Awards.
Sull'onda del successo procuratogli dal primo film, Turgoose viene scritturato per la parte di protagonista in una serie televisiva di genere drammatico, The Innocence Project, mandata in onda dalla BBC solo per le prime otto puntate. Infatti l'intera stagione viene cancellata a causa delle critiche negative e del bassissimo numero di ascolti. Negli anni successivi porta avanti la sua carriera fra cinema e televisione, recitando in film come Eden Lake e Kingsman - Il cerchio d'oro e apparendo in vari episodi di diverse serie televisive. 
Nel 2019 interpreta uno dei personaggi principali del film Missione vendetta. Nel 2021 prende parte alla serie TV Intergalactic, apparendo in tutti gli episodi della prima stagione; la seconda stagione della serie viene tuttavia cancellata.

## Vita privata
Nel 2005, proprio durante l'ultimazione di This Is England, sua madre Sharon muore per un cancro.

## Filmografia

### Cinema
- This Is England, regia di Shane Meadows (2006)
- Somers Town, regia di Shane Meadows (2008)
- Eden Lake, regia di James Watkins (2008)
- The Scouting Book for Boys, regia di Tom Harper (2009)
- Dirty Egg, regia di Patrick Coyle (2010)
- Kingsman - Il cerchio d'oro (Kingsman: The Golden Circle), regia di Matthew Vaughn (2017)
- Terminal, regia di Vaughn Stein (2018)
- Missione vendetta (Avengement), regia di Jesse V. Johnson (2019)

### Televisione
- The Innocence Project - serie TV, 7 episodi (2006-2007)
- Cast Offs - serie TV, 1 episodio (2009)
- This Is England '86 - serie TV, 4 episodi (2010)
- This Is England '88 - serie TV, 3 episodi (2011)
- Birdsong - film TV, regia di Philip Martin (2012)
- This Is England '90 - serie TV, 4 episodi (2015)
- Il Trono di Spade (Game of Thrones) – serie TV, episodio 7x01 (2017)
- Intergalactic – serie TV, 8 episodi (2021)

## Doppiatori italiani
Nelle versioni in italiano delle opere in cui ha recitato, Thomas Turgoose è stato doppiato da:
- Niccolò Guidi in Kingsman - Il cerchio d'oro, Intergalactic
- Cecilia Fanfani in This Is England
- Matteo Brusamonti in Terminal
- Davide Capone in Missione vendetta
- Gabriele Patriarca in Creation Stories - L'uomo che scoprì gli Oasis